# Via Garibaldi (Palerme)
 (mars 2025).
Pour les articles homonymes, voir Via Garibaldi.
La Via Garibaldi est une rue du quartier Kalsa, dans la vieille ville de Palerme en Sicile.

## Bâtiments
Plusieurs bâtiments importants bordent la rue : le Palazzo Naselli Flores du XVIe siècle (no 84), le Palais Burgio di Villafiorita (no 44) du XVIIIe siècle, le Palais Aiutamicristo (no 23) du XVe siècle et l'Oratorio Santa Caterina di Siena de 1610.